# Santuário de Chongmyo
Chongmyo, em Seoul, na Coreia do Sul, é o mais velho e mais autêntico dos santuários reais confucianos que foram preservados. Consagrado aos antepassados da dinastia de Choson, tem actualmente o aspecto que tinha no século XVI e abriga tabuletas que registram os ensinamentos da família real anterior. Cerimónias rituais que ainda unem música, canção e dança acontecem lá, perpetuando uma tradição que vem do século XIV.
Foi declarado Património Mundial da Unesco em 1995.